# Richardsiopsis lacustris
Richardsiopsis es un género monotípico de hepáticas perteneciente a la familia Amblystegiaceae. Comprende 1 especie descrita y aceptada. Su única especie es: Richardsiopsis lacustris.

## Taxonomía
Richardsiopsis lacustris fue descrita por (Herzog & P.W.Richards) Ochyra y publicado en Journal of Bryology 14: 113. 1986.